# Thanmoia maculata
Thanmoia maculata är en insektsart som först beskrevs av Willemse, C. 1957.  Thanmoia maculata ingår i släktet Thanmoia och familjen gräshoppor. Inga underarter finns listade i Catalogue of Life.